# Niagara (rivière)
Pour les articles homonymes, voir Niagara.
Le Niagara est un cours d'eau de la région des Grands Lacs d'Amérique du Nord, situé à l'est de la péninsule du Niagara, s'écoulant depuis le lac Érié au sud jusqu'au lac Ontario au nord, au niveau de la ville de Buffalo.
La rivière marque une partie de la frontière américano-canadienne entre la province de l'Ontario et l'État de New York.
Elle est surtout connue pour ses spectaculaires chutes d'eau, les chutes du Niagara, dues à son escarpement. Elle s'écoule ensuite en aval des chutes dans les gorges du Niagara.

## Toponymie
Le mot « Niagara » semble venir du mot iroquois Onguiaahra (« le détroit »). À l’origine, les habitants de cette région étaient les Ongiara, une tribu iroquoise nommée les « Neutres » par des colons français, qui les trouvèrent utiles pour régler les conflits avec les autres tribus.

## Îles
La Niagara est parsemée d'un certain nombre d'îles dont la plus importante est celle de Grand Island, dépendant du Comté d'Érié dans l'État de New York et dont elle forme une municipalité à part entière.
Les autres îles étant : l'île de la Chèvre (au niveau des chutes), Carborundum Reef, Navy Island, Motor Island ou Strawberry Island.

## Galerie

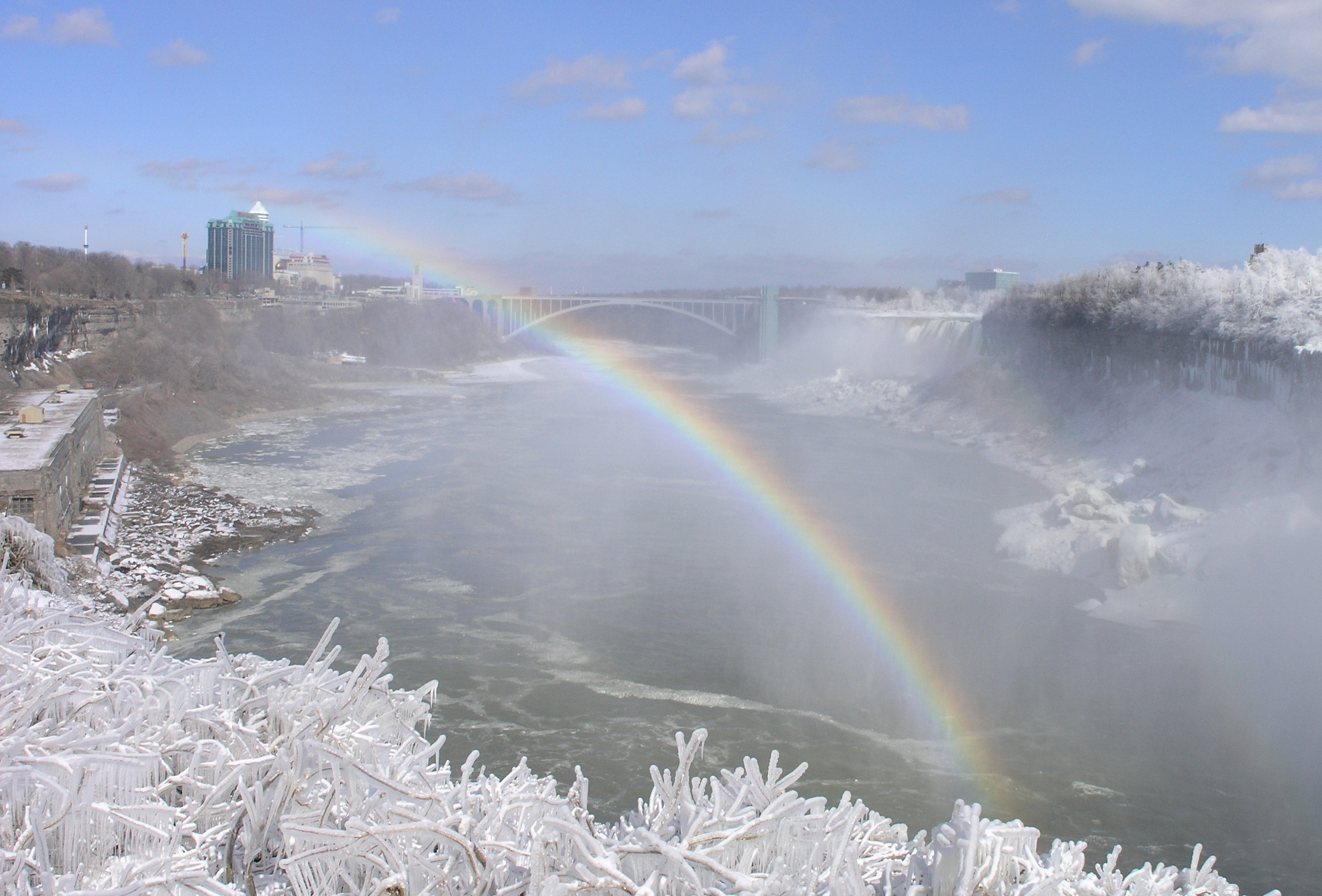
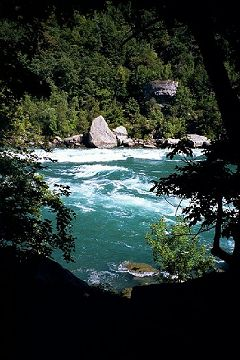
En aval des chutes, de nombreux rapides traîtres.
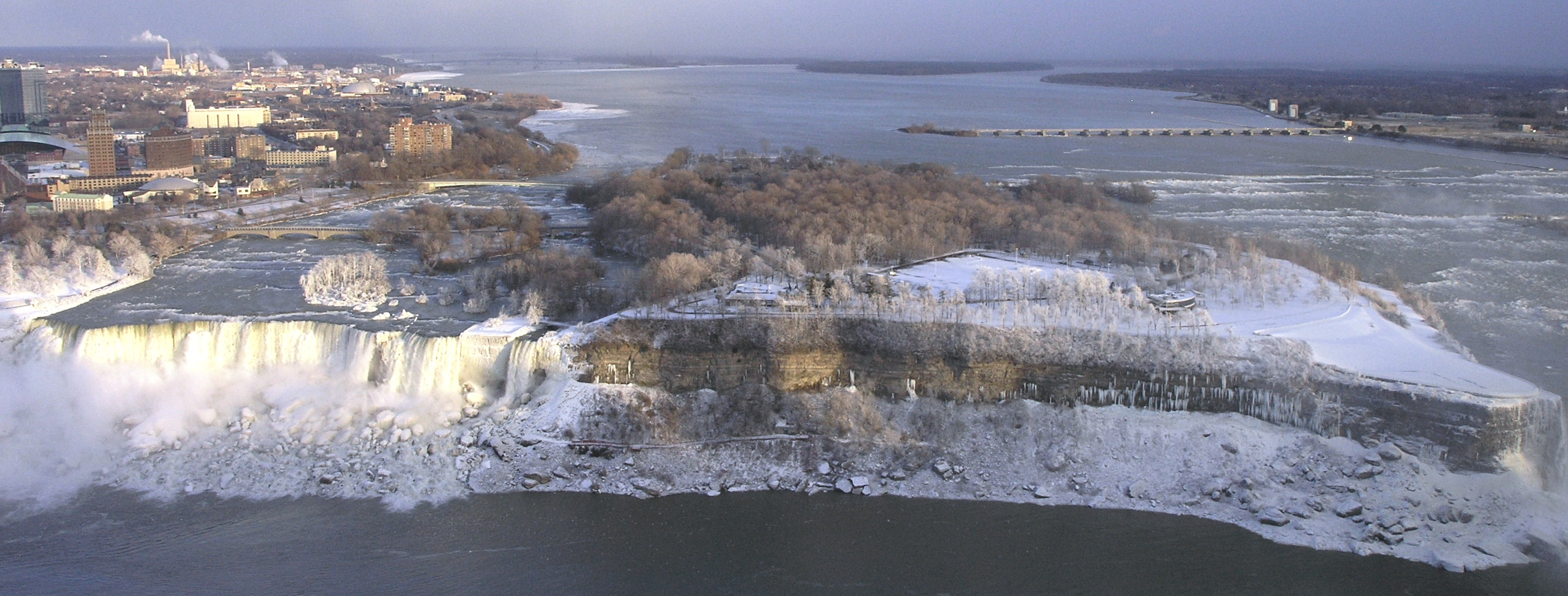
Les chutes Américaines et Goat Island en hiver vues depuis la Skylon Tower
- Carte de la rivière produite par la Commission géologique du Canada en 1906